# Lusajny
Lusajny (deutsch Luzeinen) ist ein Ort in der polnischen Woiwodschaft Ermland-Masuren. Er gehört zur Gmina Łukta (Landgemeinde Locken) im Powiat Ostródzki (Kreis Osterode in Ostpreußen).

## Geographische Lage
Lusajny liegt im Westen der Woiwodschaft Ermland-Masuren, 22 Kilometer nordöstlich der Kreisstadt Ostróda (deutsch Osterode in Ostpreußen).

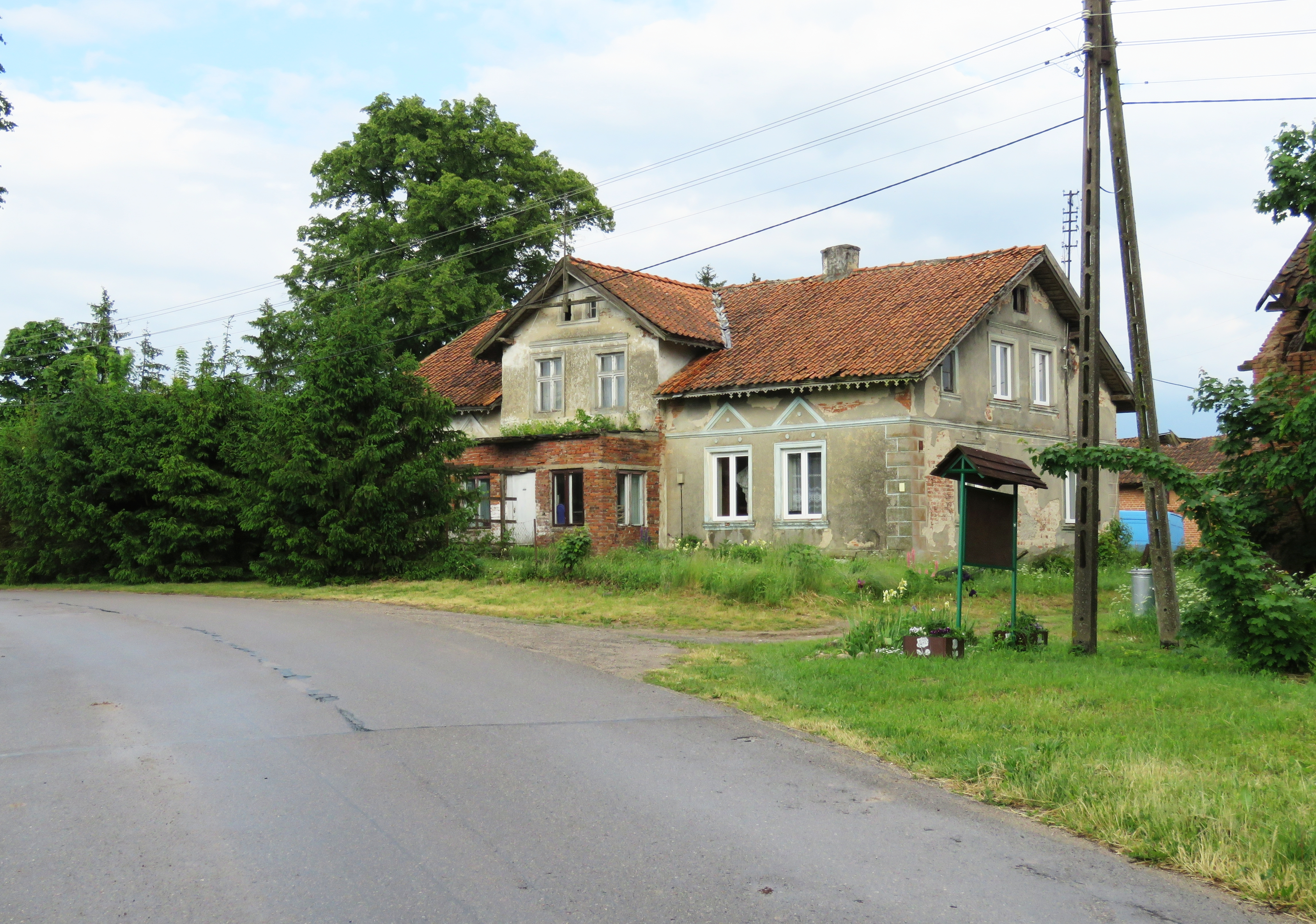
Lusajny

## Geschichte
Das kleine Dorf Luzeinen, vor 1785 Groß Luzeinen genannt, bestand anfangs lediglich aus zwei mittelgroßen Höfen. Von 1874 bis 1928 gehörte es zu dem im Kreis Osterode in Ostpreußen gelegenen Amtsbezirk Ziegenberg (polnisch Kozia Góra), der von 1928 bis 1945  „Amtsbezirk Brückendorf“ (polnisch Mostkowo) hieß.
32 Einwohner waren im Jahre 1910 in Luzeinen gemeldet. Ihre Zahl belief sich 1933 auf 32 und 1939 auf 34.
In Kriegsfolge kam Luzeinen 1945 mit dem gesamten südlichen Ostpreußen zu Polen. Das Dorf erhielt die polnische Namensform „Lusajny“ und ist heute – eingegliedert in das Schulzenamt (polnisch Sołectwo) – eine Ortschaft innerhalb der Landgemeinde Łukta (Locken) im Powiat Ostródzki (Kreis Osterode in Ostpreußen), bis 1998 der Woiwodschaft Olsztyn, seither der Woiwodschaft Ermland-Masuren zugehörig.

## Kirche
Bis 1945 war Luzeinen in die evangelische Kirche Locken in der Kirchenprovinz Ostpreußen der Kirche der Altpreußischen Union, außerdem in die römisch-katholische Kirche Neu Kockendorf (polnisch Nowe Kawkowo) eingepfarrt.
Heute gehört Lusajny katholischerseits zu Nowe Kawkowo im Erzbistum Ermland, evangelischerseits zur Kirche Łęguty, einer Filialkirche von Ostróda in der Diözese Masuren der Evangelisch-Augsburgischen Kirche in Polen.

## Verkehr

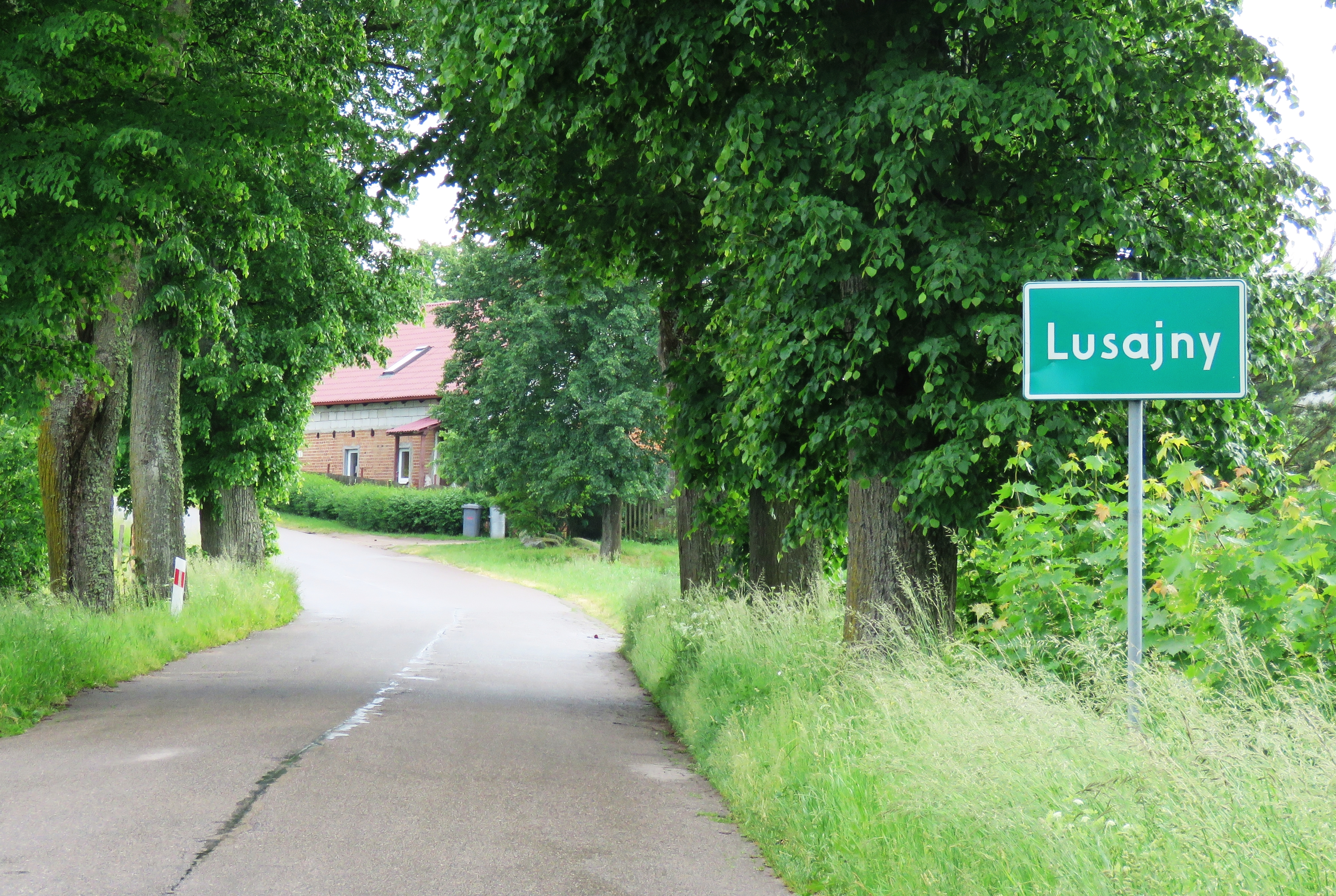
Ortseinfahrt Lusajny

Lusajny liegt an der Woiwodschaftsstraße 530, die die Kreisstadt Ostróda mit der Stadt Dobre Miasto (Guttstadt) im Powiat Olsztyński (Kreis Allenstein) verbindet und dabei die Gmina Łukta in Nord-Süd-Richtung durchquert.
Eine Anbindung an den Bahnverkehr besteht nicht.